# Annett Louisan
Annett Louisan, née Annett Päge le 2 avril 1977 à Havelberg, est une chanteuse allemande. Elle vit avec une grande partie de sa famille à Hambourg. Louisan est son nom de scène, dérivé du nom de sa grand-mère, Louise. Son année de naissance est très discutée, elle varie de 1977 à 1979. De décembre 2004 à juin 2008, elle était mariée à un étudiant en commerce turc :  Gazi Isikalti. Depuis lors, elle est liée avec Martin Gallop (de). Son premier album, Bohème, a été dans les charts allemands pendant un an. En 2005 est sorti son deuxième album : "Unausgesprochen". L'année 2007 a vu la sortie de son troisième album : "Das optimale Leben". En octobre 2008 est sorti son quatrième album : "Teilzeithippie". 2014, son album : "Zu viel information" voit le jour. Vers mai 2016, son dernier album intitulé : "Berlin, Kaptadt, Prag" est publié.

## Style
Annett Louisan joue une large variété de musique : le blues, le soul, le jazz et le swing rythment ses chansons. Les paroles sont axées en majorité sur l'amour, l'échec et le chagrin.
Annett Louisan est une de ces rares artistes de langue allemande qui ont obtenu une grande reconnaissance avec ce genre de "chansons-style". Mis à part l'interprétation musicale proprement dite d'Annett, c'est en raison des paroles qu'écrit son producteur, Frank Ramond, ainsi que les compositions d'Hardy Kayser et Matthias Hass qu'elle a acquis ce renom. C'est en tout cas flagrant avec son premier single : Das Spiel.
Musicalement son deuxième album part de la pop et se concentre plus sur la tradition de la chanson franco-allemande. Des bals musette, du tango et des rythmes de bossa nova donnent la diversité des chansons.

## "Annett Louisan-Band"
Le groupe autour d'Annett Louisan se compose des guitaristes Hardy Kayser (de), Mirko Michalzik et Jürgen Kumlehn, du batteur Christoph Buse, du contrebassiste Olaf Casimir et du multi-instrumentiste Friedrich Paravicini (qui joue, entre autres, de l'accordéon et de l'harmonica).

## Discographie

### Albums
| Année | Titre de l'album       | Position dans les charts | Position dans les charts | Position dans les charts | Récompenses                  |
| Année | Titre de l'album       | Allemagne                | Autriche                 | Suisse                   | Récompenses                  |
| ----- | ---------------------- | ------------------------ | ------------------------ | ------------------------ | ---------------------------- |
| 2004  | Bohème                 | 3                        | 11                       | 23                       | IFPI (D): 2x Platine         |
| 2005  | Unausgesprochen        | 3                        | 19                       | 49                       | IFPI (D): 1x Platine & 1x Or |
| 2007  | Das optimale Leben     | 2                        | 6                        | 7                        | IFPI (D): 1x Or              |
| 2008  | Teilzeithippie         | 2                        | 6                        | 11                       | IFPI (D): 1x Or              |
| 2011  | In meiner Mitte        |                          |                          |                          |                              |
| 2014  | Zu viel Information    |                          |                          |                          |                              |
| 2016  | Berlin, Kapstadt, Prag |                          |                          |                          |                              |

### Singles
| Année | Titre du single                  | Position dans les charts | Position dans les charts | Position dans les charts | Position dans les charts | Album                                 |
| Année | Titre du single                  | Allemagne                | Autriche                 | Suisse                   | États-Unis               | Album                                 |
| ----- | -------------------------------- | ------------------------ | ------------------------ | ------------------------ | ------------------------ | ------------------------------------- |
| 2004  | Das Spiel                        | 5                        | 12                       | 66                       | 17                       | Bohème                                |
| 2005  | Das Gefühl                       | 34                       | 64                       | -                        | -                        | Bohème                                |
| 2005  | Das große Erwachen (…und jetzt…) | 52                       | 68                       | -                        | -                        | Unausgesprochen                       |
| 2006  | Eve (Online-Single)              | -                        | -                        | -                        | -                        | Unausgesprochen                       |
| 2006  | Wer bin ich wirklich             | 29                       | 54                       | 46                       | -                        | Générique du Telenovela Lotta in Love |
| 2007  | Das alles wär nie passiert       | 52                       | 71                       | 30                       | -                        | Das optimale Leben                    |
| 2007  | Was haben wir gesucht            | -                        | -                        | -                        | -                        | Das optimale Leben                    |
| 2008  | Drück die 1                      | 38                       | 60                       | -                        | -                        | Teilzeithippie                        |
| 2009  | Auf dich hab ich gewartet        | 83                       | -                        | -                        | -                        | Teilzeithippie                        |

## Récompenses

### 2004
- Goldene Schallplatte (1 fois disque d'or pour Bohème)

### 2005
- Echo Artiste féminine de l'année (Allemagne: catégorie Rock/Pop)
- Goldene Stimmgabel: Meilleure artiste solo féminine (Pop)
- Goldene Schallplatte (3 fois Or pour Bohème)
- Goldene Schallplatte (2 fois Platine pour Bohème)
- Goldene Schallplatte (1 fois Or pour Unausgesprochen)
- Diva Award (de) : Nouveau talent de l'année

### 2006
- Goldene Schallplatte (1 fois Or pour Unausgesprochen)
- Goldene Stimmgabel: Meilleure artiste solo féminine (Pop)

### 2007
- Goldene Schallplatte (1 fois Or pour Das Optimale Leben)